# Liste der Biografien/Barts
Liste der Biografien |
Portal Biografien |
Personensuche
# |
A |
B |
C |
D |
E |
F |
G |
H |
I |
J |
K |
L |
M |
N |
O |
P |
Q |
R |
S |
T |
U |
V |
W |
X |
Y |
Z |
?
 
Ba |
Be |
Bd |
Bg |
Bh |
Bi |
Bj |
Bl |
Bm |
Bn |
Bo |
Br |
Bs |
Bu |
Bw |
By |
Bz
 
Baa |
Bab |
Bac |
Bad |
Bae |
Baf |
Bag |
Bah |
Bai |
Baj |
Bak |
Bal |
Bam |
Ban |
Bao |
Bap |
Baq |
Bar |
Bas |
Bat |
Bau |
Bav |
Baw |
Bax–Baz
 
Bara |
Barb |
Barc |
Bard |
Bare |
Barf |
Barg |
Barh |
Bari |
Barj |
Bark |
Barl |
Barm |
Barn |
Baro |
Barp |
Barq |
Barr |
Bars |
Bart |
Baru |
Barv |
Barw |
Bary |
Barz
 
Barta |
Bartb |
Bartc |
Bartd |
Barte |
Bartf |
Barth |
Barti |
Bartk |
Bartl |
Bartm |
Bartn |
Barto |
Bartr |
Barts |
Bartt |
Bartu |
Bartv |
Barty |
Bartz
Die Liste der Biografien führt alle Personen auf, die in der deutschsprachigen Wikipedia einen Artikel haben. Dieses ist eine Teilliste mit 120 Einträgen von Personen, deren Namen mit den Buchstaben „Barts“ beginnt.

## Barts

### Bartsc
- Bartsch von Sigsfeld, Hans (1861–1902), deutscher Erfinder und Luftschiffer
- Bartsch, Adam von (1757–1821), österreichischer Kunstschriftsteller und Künstler
- Bartsch, Albert (1913–1996), deutscher Pfarrer und Schriftsteller
- Bartsch, Albrecht (1802–1860), deutscher evangelisch-lutherischer Geistlicher und Heimatforscher
- Bartsch, Angelika (* 1959), deutsche SchauspielerinAngelika Bartsch (* 1959)

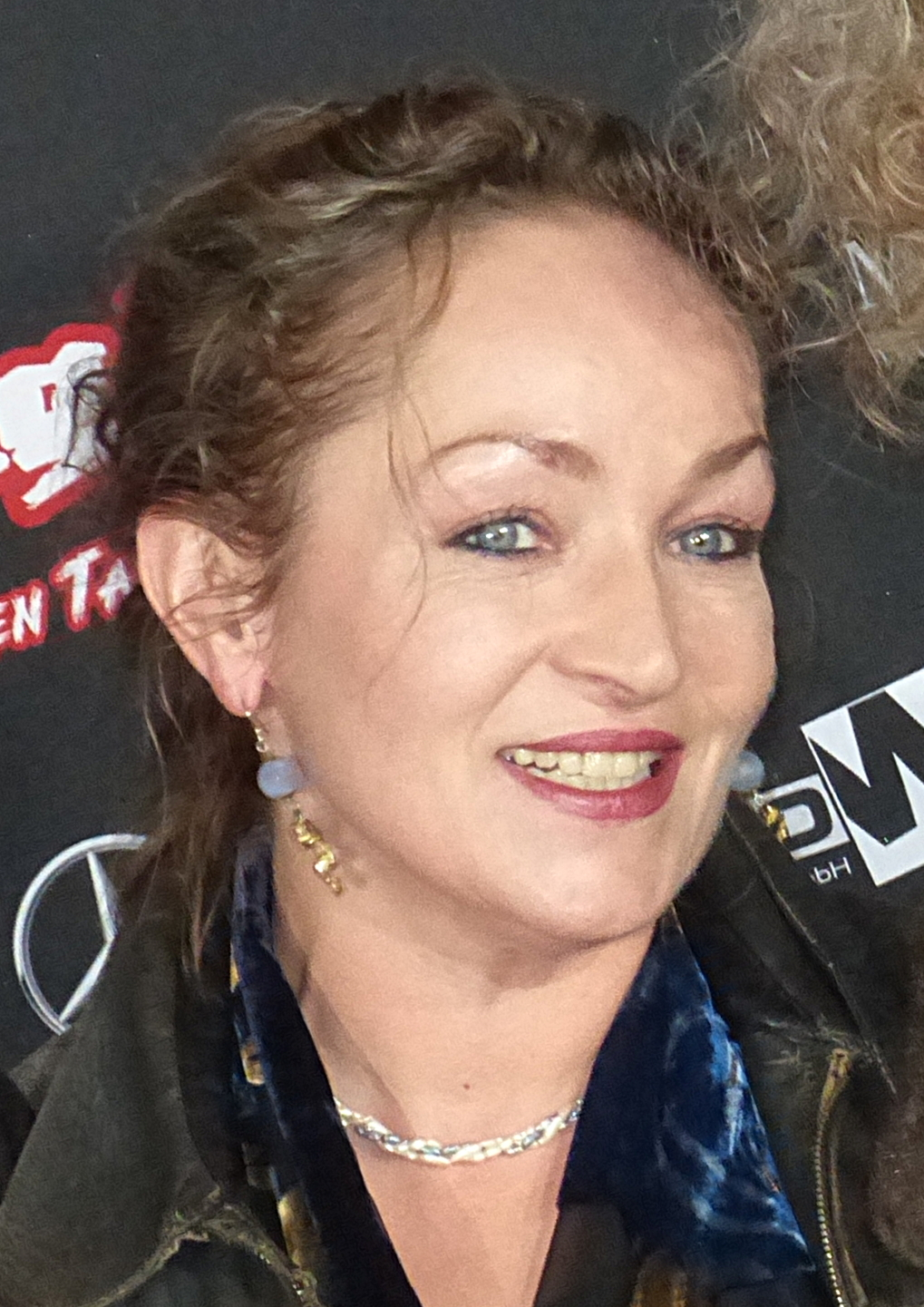
Angelika Bartsch (* 1959)

- Bartsch, Anne (* 1971), deutsche Kommunikationswissenschaftler
- Bartsch, Anne (* 1995), deutsche Eishockeyspielerin
- Bartsch, Bernd (* 1946), deutscher Fußballspieler
- Bartsch, Carina (* 1985), deutsche Schriftstellerin
- Bartsch, Carl Friedrich Eduard (1802–1882), deutscher Jurist und Politiker
- Bartsch, Christian (1928–2015), deutscher Ingenieur und Journalist
- Bartsch, Christof (* 1962), deutscher Verwaltungswissenschaftler und Hochschullehrer
- Bartsch, Christopher (* 1979), deutscher Curler
- Bartsch, Conrad Dominik (1759–1817), österreichischer Journalist
- Bartsch, Cornelia (* 1960), deutsche Musikwissenschaftlerin
- Bartsch, Dietmar (* 1958), deutscher Politiker (Die Linke), MdBDietmar Bartsch (* 1958)

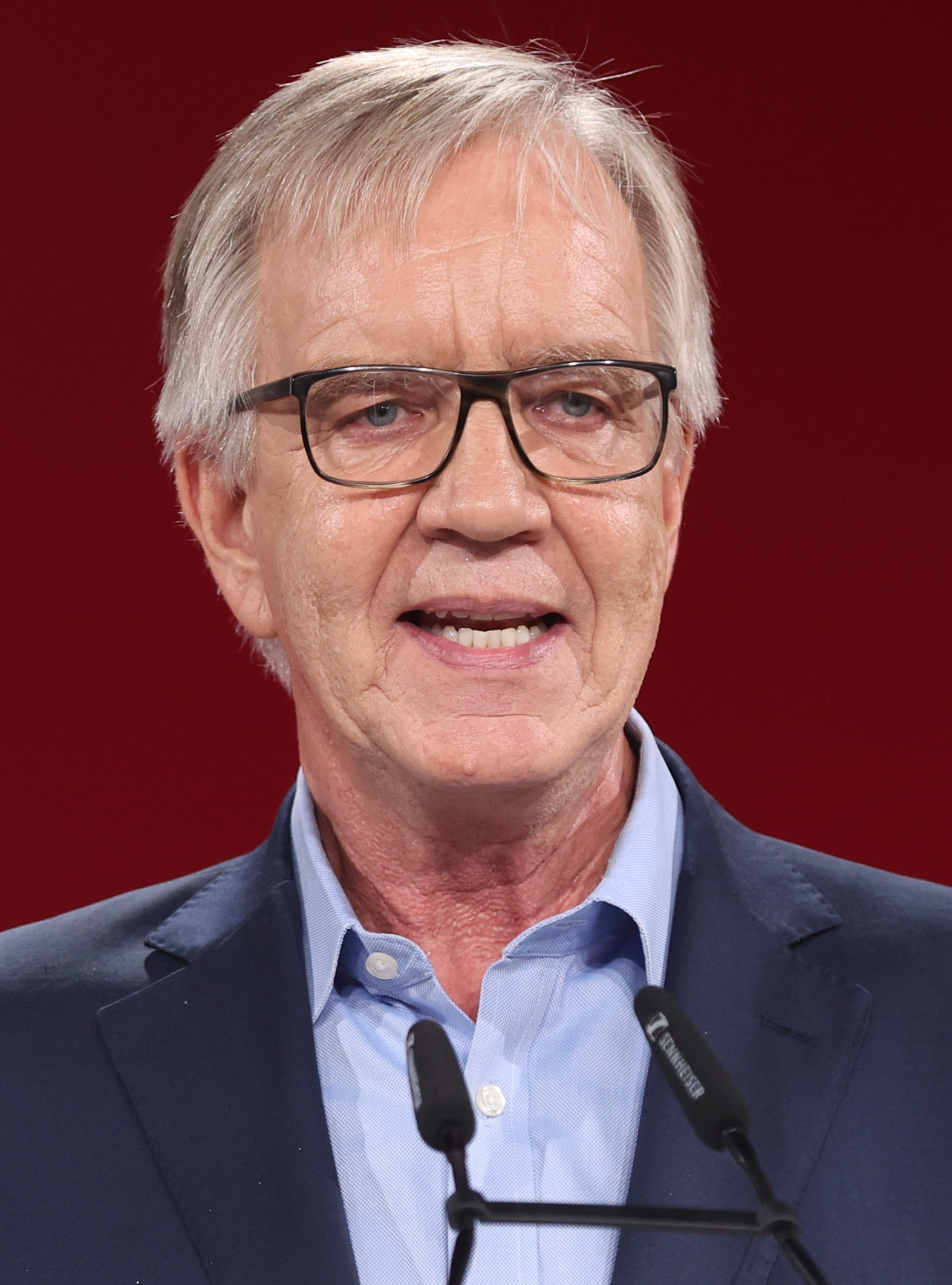
Dietmar Bartsch (* 1958)

- Bartsch, Dietrich (* 1979), deutscher Pianist, Komponist und Kapellmeister für Schauspiel
- Bartsch, Ekkehard (* 1934), deutscher Industriedesigner und bildender Künstler
- Bartsch, Elmar (1929–2010), deutscher Sprechwissenschaftler und Theologe
- Bartsch, Erhard (1895–1960), deutscher Pionier der biologisch-dynamischen Landwirtschaft
- Bartsch, Erich (1890–1941), deutscher Veterinär
- Bartsch, Fabian (* 1998), deutscher Volleyball- und Beachvolleyballspieler
- Bartsch, Franz (1836–1910), österreichischer Bibliophiler, Sammler von Buntpapieren
- Bartsch, Georg (1864–1901), deutscher Offizier und Kolonialoffizier
- Bartsch, Gerd-Peter (* 1946), deutscher Politiker (CDU), MdL Mecklenburg-Vorpommern
- Bartsch, Gerhart (1902–1993), deutscher Geograf und Hochschullehrer
- Bartsch, Gerrit (* 1989), deutscher Handballspieler und -trainer
- Bartsch, Günter (1927–2006), deutscher Autor
- Bartsch, Gustav (1821–1906), deutscher Illustrator sowie Bildnis- und Genremaler
- Bartsch, Hans-Joachim (* 1932), deutscher Organist und Hochschullehrer
- Bartsch, Hans-Werner (1915–1983), deutscher evangelischer Theologe, Neutestamentler
- Bartsch, Heinrich (1906–1944), deutscher kommunistischer Widerstandskämpfer gegen den Nationalsozialismus
- Bartsch, Heinz (* 1939), deutscher Arbeitswissenschaftler und Ingenieur
- Bartsch, Holger (* 1941), deutscher Politiker (SPD), MdB
- Bartsch, Horst (1926–1989), deutscher Grafiker und Buchillustrator
- Bartsch, Inge, deutsche Schauspielerin
- Bartsch, J. Joachim (1903–1965), deutscher Schauspieler, Regisseur, Dramaturg und Autor von Drehbüchern
- Bartsch, Jacob (1600–1632), deutscher Astronom
- Bartsch, Jan Henryk († 1718), polnischer Generalmajor
- Bartsch, Jason (* 1994), deutscher Lyriker, Slam-Poet, Musiker und ModeratorJason Bartsch (* 1994)

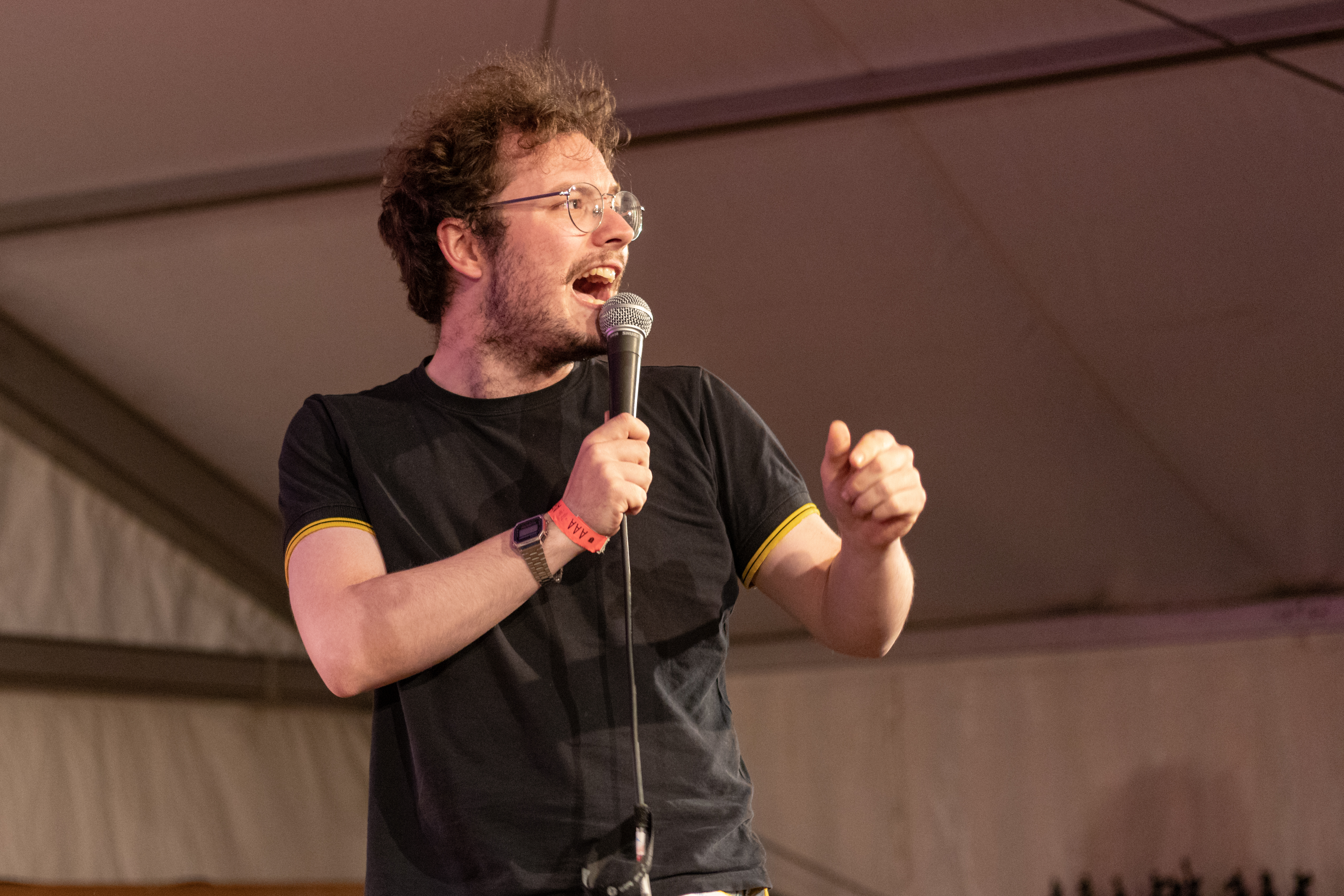
Jason Bartsch (* 1994)

- Bartsch, Jochen (1906–1988), deutscher Grafiker, Keramiker und Illustrator
- Bartsch, Johann (1709–1738), deutscher Arzt und Botaniker
- Bartsch, Johann (1757–1821), deutscher Mennonit
- Bartsch, Johann (1904–1972), deutscher Politiker (FDP)
- Bartsch, Johann Christian († 1803), preußischer Kriegs- und Domänenrat
- Bartsch, Johann Wilhelm (1750–1828), deutscher Pädagoge, Universalgelehrter und Gutsbesitzer
- Bartsch, Julius (1829–1905), deutscher Theaterschauspieler
- Bartsch, Jürgen (1946–1976), deutscher Verbrecher, pädosexueller Serienmörder, der vier Kinder ermordete
- Bartsch, Karl (1832–1888), deutscher Philologe
- Bartsch, Karl Ewald Anton Hermann (1813–1887), königlich preußischer Generalmajor und zuletzt Kommandeur des Festungs-Artillerieregiments Nr. 3
- Bartsch, Karl-Heinz (1923–2003), deutscher Politiker (SED), Landwirtschaftsminister der DDR
- Bärtsch, Korintha (* 1984), Schweizer Politikerin (Grüne)
- Bartsch, Kristina (* 1999), deutsche Fußballspielerin
- Bartsch, Kurt (1937–2010), deutscher Lyriker, Dramatiker und Prosaautor
- Bartsch, Leonore (* 1988), deutsche Popsängerin und SongwriterinLeonore Bartsch (* 1988)

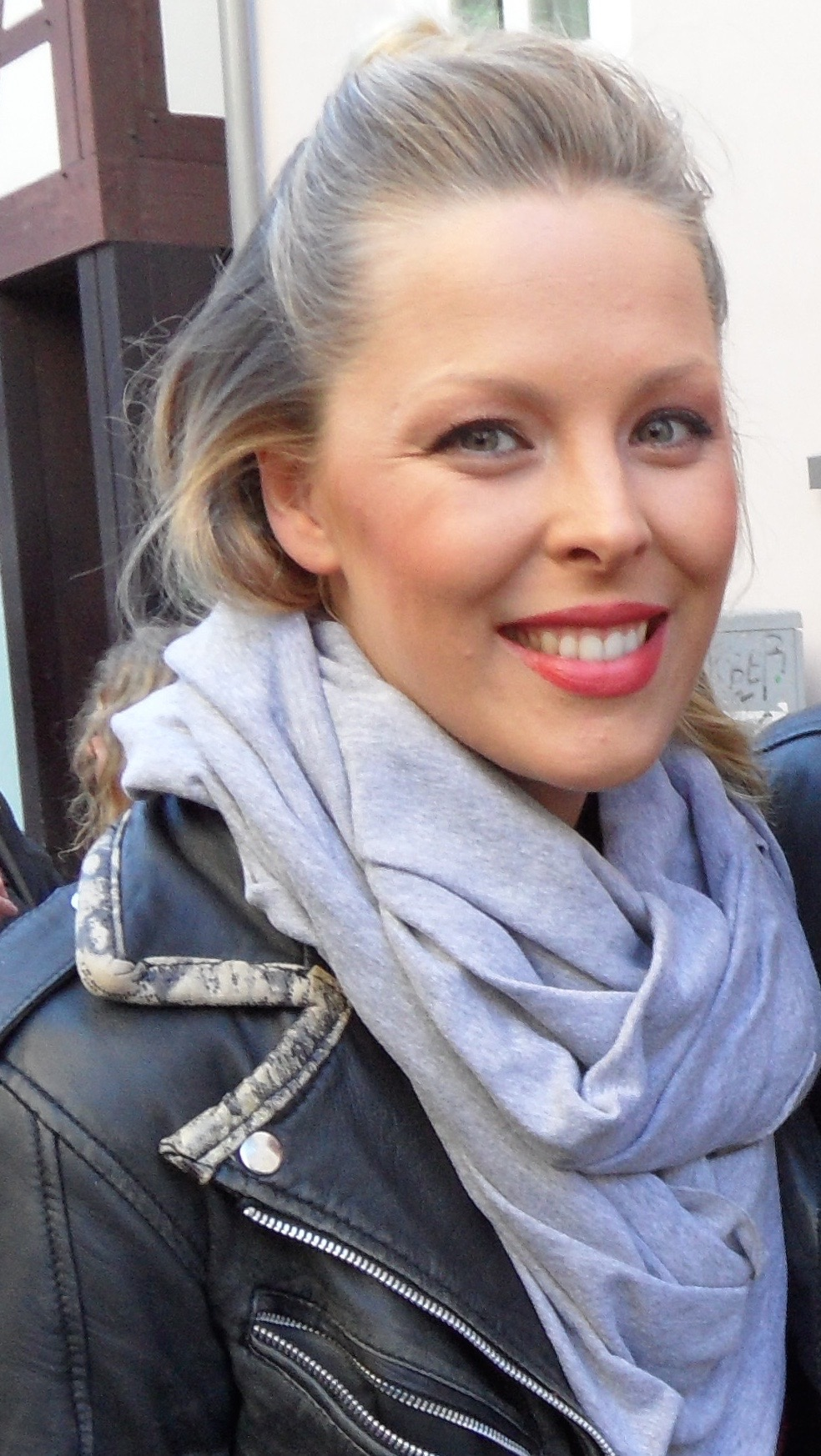
Leonore Bartsch (* 1988)

- Bartsch, Margarethe (1880–1971), deutsche Buchbinderin und Schriftgestalterin
- Bartsch, Martin (* 1942), deutscher Kirchenmusiker
- Bartsch, Martin Friedrich Philipp (1770–1833), deutscher Lehrer und Berliner Schulvorsteher
- Bärtsch, Mauro (* 1985), Schweizer Triathlet
- Bartsch, Max (1884–1961), deutscher Marineoffizier und Marineautor
- Bartsch, Michael (* 1953), deutscher Journalist und Schriftsteller
- Bartsch, Monika (* 1949), deutsche Politikerin (CDU), Oberbürgermeisterin von Mönchengladbach
- Bartsch, Moritz Alexander (1845–1918), deutscher Reichsgerichtsrat
- Bärtsch, Nik (* 1971), Schweizer JazzmusikerNik Bärtsch (* 1971)

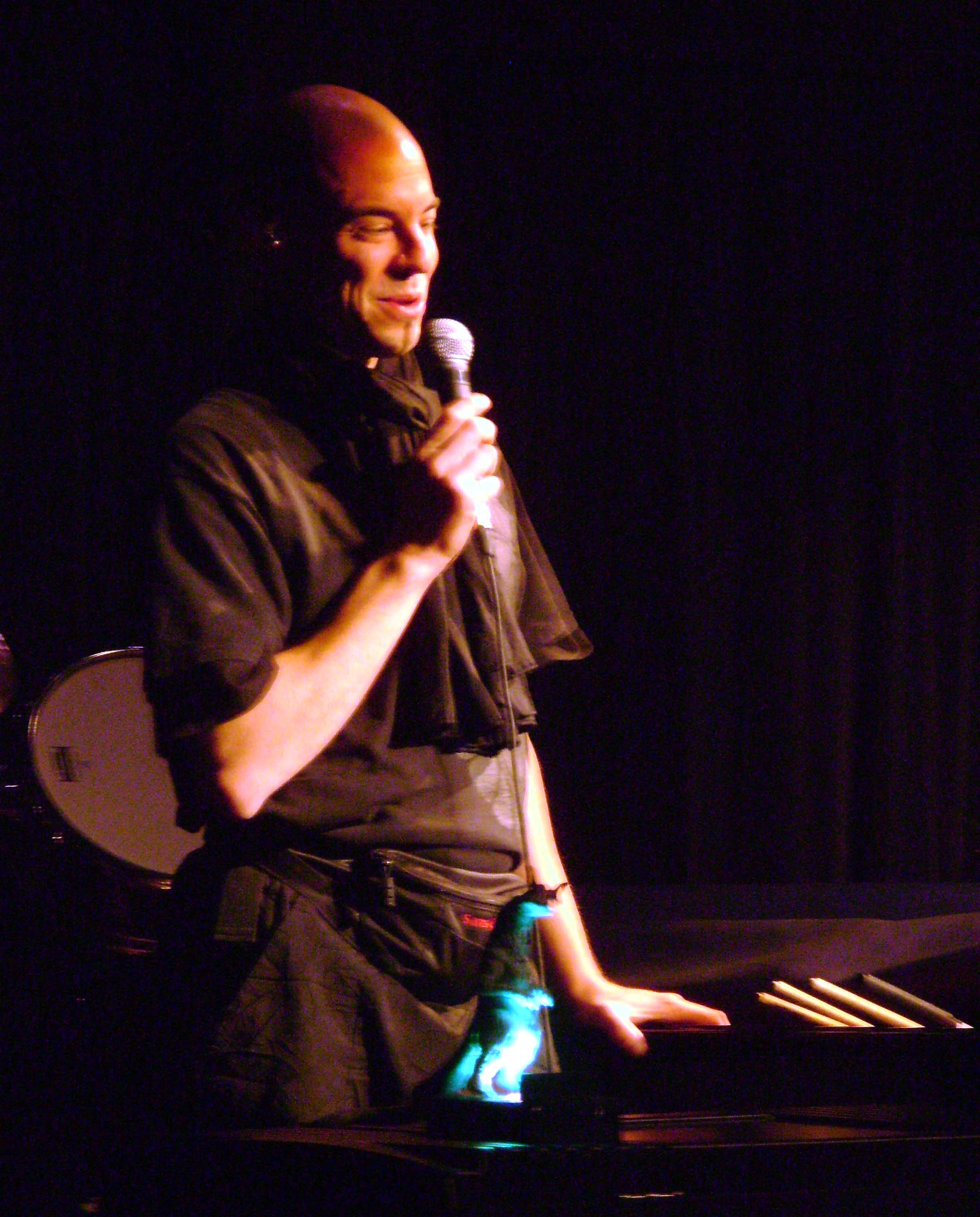
Nik Bärtsch (* 1971)

- Bartsch, Norbert (* 1955), deutscher Forstwissenschaftler
- Bartsch, Otto (1881–1945), deutscher Genetiker, Geflügelwissenschaftler und Publizist
- Bartsch, Otto (* 1943), sowjetisch-kirgisischer Geher
- Bartsch, Paul (1871–1960), US-amerikanischer Zoologe
- Bartsch, Paul (1901–1950), deutscher römisch-katholischer Pfarrer
- Bartsch, Paul (* 1954), deutscher Liedermacher und Autor
- Bärtsch, Peter (* 1946), Schweizer Sportmediziner und Hochschullehrer
- Bartsch, Richard (* 1959), deutscher Politiker (CSU), Bezirkstagspräsident
- Bartsch, Robert (1874–1955), österreichischer Jurist und Hochschullehrer
- Bartsch, Robert von (1833–1919), deutscher Verwaltungsjurist und Ministerialbeamter
- Bartsch, Rudolf (1929–1981), deutscher Schriftsteller
- Bartsch, Rudolf Hans (1873–1952), österreichischer Offizier und Schriftsteller
- Bartsch, Rudolf Jürgen (1921–2000), deutscher Schriftsteller, Kabarettist und Sprecher
- Bartsch, Shadi (* 1966), US-amerikanische Altphilologin
- Bartsch, Silke, deutsche Lehrerin für Haushalts- und Arbeitslehre und -didaktikerin mit dem Schwerpunkt Ernährungs- und Verbraucherbildung
- Bartsch, Susanne (* 1968), deutsche Schriftstellerin
- Bartsch, Udo (* 1942), deutscher Kulturwissenschaftler und ehemaliger Politiker (CDU)
- Bartsch, Udo (* 1968), deutscher SpielekritikerUdo Bartsch (* 1968)

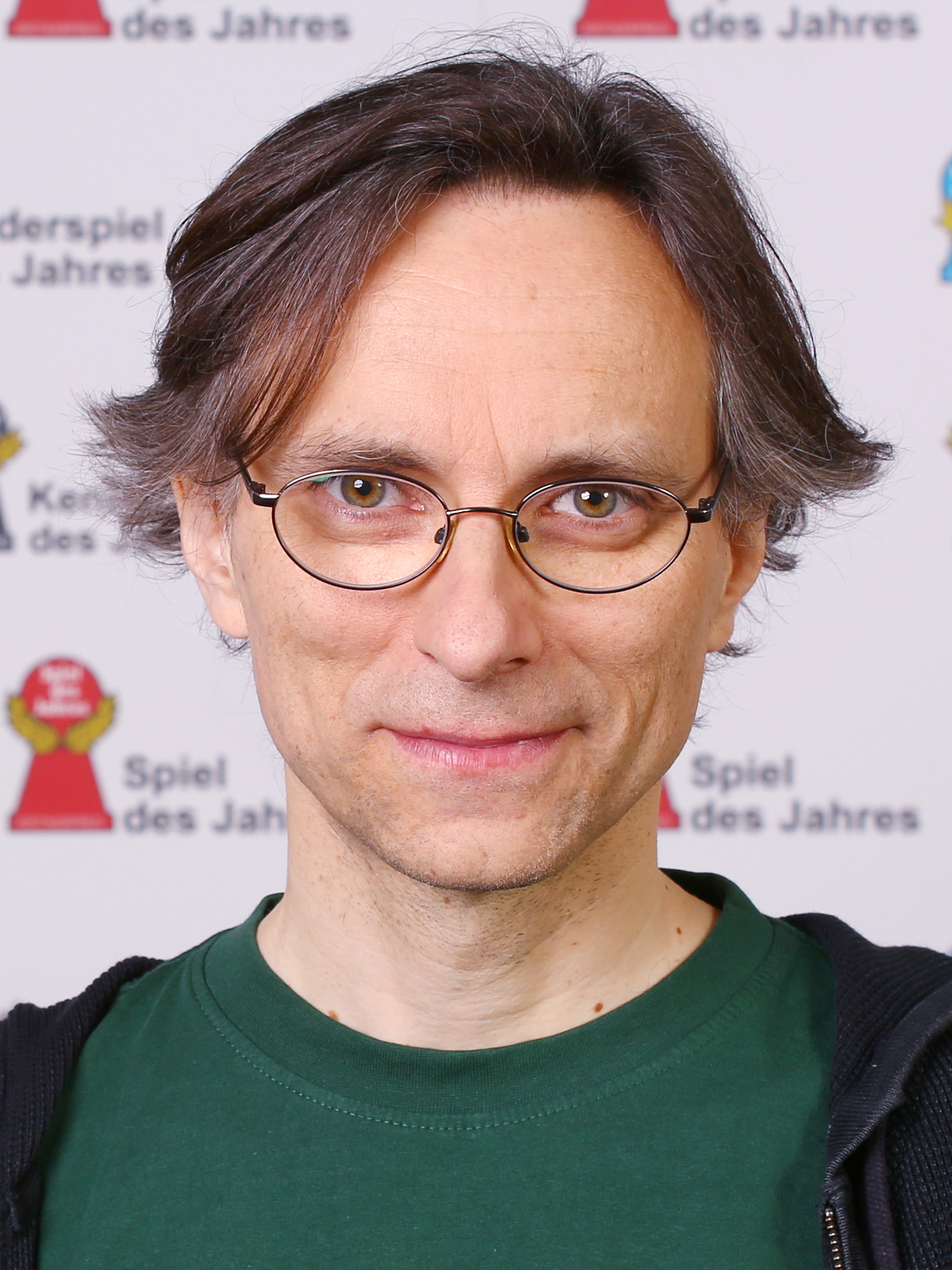
Udo Bartsch (* 1968)

- Bartsch, Uwe (* 1954), deutscher Politiker (CDU), MdL
- Bartsch, Vivian (* 1972), österreichische Schauspielerin
- Bartsch, Volker (* 1953), deutscher Maler und Bildhauer
- Bartsch, Wiebke (* 1968), deutsche Installations-, Objekt und Textilkünstlerin
- Bartsch, Wilhelm (1871–1953), deutscher Landschaftsmaler und Marinemaler der Düsseldorfer Schule
- Bartsch, Wilhelm (1873–1959), Schweizer Rechtsanwalt und Politiker in Freiburg im Üechtland
- Bartsch, Wilhelm (* 1950), deutscher Schriftsteller
- Bartsch, Willy (1905–1988), deutscher Politiker (SPD), MdA, MdB
- Bartsch, Wolfgang (1926–2014), deutscher Filmregisseur
- Bartsch-Hackley, Michelle (* 1990), US-amerikanische Volleyballspielerin
- Bartschat, Franz (1872–1952), deutscher Politiker (FVP, DDP), MdR
- Bartschat, Katrin (* 1970), deutsche Leichtathletin
- Bartschenko, Alexander Wassiljewitsch (1881–1938), russischer Okkultist und Autor
- Bartscher, Franz (1874–1939), deutscher Jurist und Politiker (Zentrum)
- Bartscher, Michael (* 1958), deutscher Offizier, Brigadegeneral der BundeswehrMichael Bartscher (* 1958)

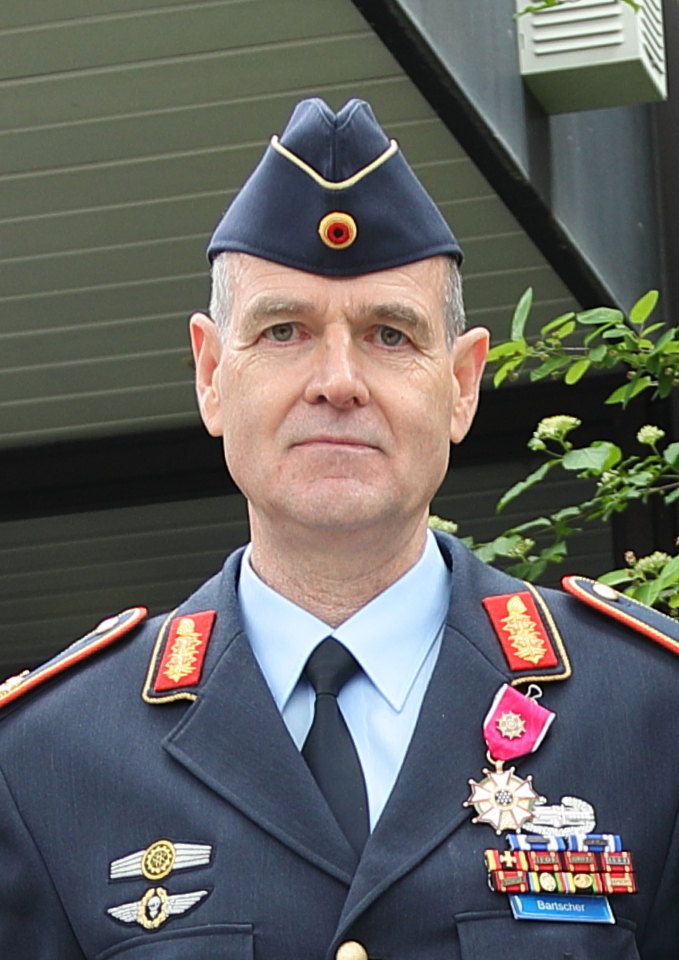
Michael Bartscher (* 1958)

- Bartscher, Steffen (* 1992), deutscher Biathlet
- Bartscher, Thomas (* 1962), deutscher Wirtschaftswissenschaftler und Hochschullehrer
- Bartscherer, Franz (1877–1960), deutscher Ingenieur
- Bärtschi, Alfred (* 1965), Schweizer Politiker (SVP)
- Bärtschi, Astrid (* 1973), Schweizer Politikerin (Die Mitte, BDP)
- Bärtschi, Ernst (1882–1976), Schweizer Politiker
- Bärtschi, Ernst (1903–1983), Schweizer Fluchthelfer
- Bärtschi, Gertrud (1932–2022), Schweizer Pflegefachfrau und Gründerin einer Hilfsorganisation in Peru
- Bärtschi, Hans-Peter (1950–2022), Schweizer Architekt, Autor sowie Technik- und Wirtschaftshistoriker
- Bärtschi, Harald (* 1973), Schweizer Rechtswissenschaftler und Autor
- Bärtschi, Huguette, Schweizer Basketballspielerin
- Bärtschi, Patrik (* 1984), Schweizer EishockeyspielerPatrik Bärtschi (* 1984)

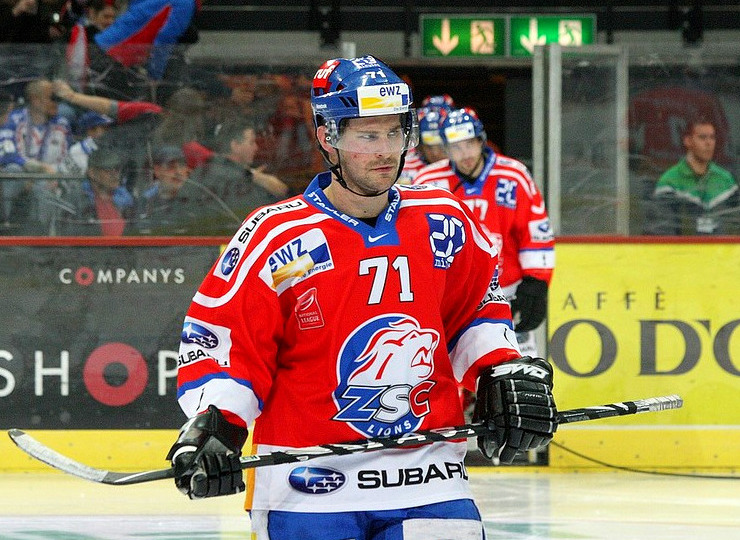
Patrik Bärtschi (* 1984)

- Bärtschi, Regina (* 1957), Schweizer Filmeditorin
- Bärtschi, Reto (* 1971), Schweizer Maler
- Bärtschi, Simon (* 1969), Schweizer Journalist
- Bärtschi, Sven (* 1992), Schweizer Eishockeyspieler
- Bärtschi, Urs (1957–2025), Schweizer Eishockeyspieler
- Bärtschi, Walter (* 1944), Schweizer Behindertensportler
- Bärtschi, Werner (* 1950), Schweizer Pianist und Komponist
- Bärtschi-Rochaix, Werner (1911–1994), Schweizer Neurologe
- Bärtschiger, Markus (* 1962), Schweizer Politiker und Volkswirtschafter

### Bartsi
- Bartsits, Beslan (* 1978), abchasischer Politiker
- Bartsius, Willem, holländischer Maler